# Ireen Sheer
Ireen Sheer (Basildon, Inglaterra, 25 de Fevereiro de 1949) é uma cantora pop germano-britânica que competiu em vários edições do Festival Eurovisão da Canção, nas últimas quatro décadas. Casou-se com outro músico, Gavin du Porter, nos finais das década da 1970, ou nos princípios dos anos 80.

## Vida e carreira
Sheer foi descoberta nos princípios da anos 60 num concurso de novos talentos, mas na época ela estava a tirar um curso de aprendiz de banco, apesar do seu êxito precoce. Cantou em vários grupos pop, tais como The Family Dog, antes de se dedicar inteiramente desde 1970 na sua carreira de solista, desenvolvida principalmente na Alemanha. Obteve um grande êxito em 1973, com a canção "Goodbye Mama" que atingiu os tops alemães desse ano. Depois disso, publicou numerosas gravações, quase todas foram grandes êxitos. Sheer foi convidada de diversos programas musicais de televisão, incluindo diversas aparições no programa ZDF Hit Parade, um dos programas musicais mais populares da Alemanha.
Em 1974, representou o Luxemburgo no Festival Eurovisão da Canção 1974, cuja canção "Bye Bye, I Love You alcançou o quarto lugar. Quatro anos mais tarde, em 1978 1978, cantou pela Alemanha o tema Feuer (Fogo) que terminou no sexto lugar. Em 1985, Ireen Sheer cantou com Margo, Franck Olivier, Chris Roberts, Diane Solomon e Malcolm Roberts uma vez mais pelo Luxmburgo. Contudo, a canção Children, Kinder, enfants apenas alcançou o 13.º lugar. Ainda participou nas finais alemães para escolher a representante daquele país no Festival Eurovisão da Canção, mais duas vezes: 1976, onde cantou Einmal Wasser, einmal wein (Uma vez água, uma vez vinho) e em 2002 onde em dueto com Berhard Brink cantou o tema Es ist niemals zu spät (Nunca é demasiado tarde).

## Prémios
Ireen Sheer recebeu vários discos de ouro pelo seu trabalho e recebeu várias vezes o prestigiado prémio alemão da música (http://gema.de/engl/press/news(nl72/stimngabel.shtml) "Discos de Ouro,em 1981 e 1993.

## Sucessos
- 1973 Goodbye Mama
- 1974 Bye Bye I Love You
- 1975 Ach lass mich noch einmal in Deine Augen seh'n
- 1977 Mach die Augen zu
- 1978 Hey, Junge, sag das noch einmal
- 1978 Feuer
- 1979 Hey, Mr. Musicman
- 1979 Das Lied der schönen Helena
- 1979 Wo soll denn die Liebe bleiben?
- 1980 Xanadu
- 1980 Spiel das nochmal
- 1982 Geh wenn du willst
- 1982 Erst wenn die Sonne nicht mehr scheint
- 1983 Ich hab Gefühle
- 1985 Hab ich dich heut nacht verloren
- 1986 Wenn du eine Frau wärst und ich wär ein Mann
- 1988 Ich bin da
- 1989 Die Frau, die bleibt
- 1990 Fantasy Island
- 1991 Seit du fort bist
- 1991 Heut Abend hab ich Kopfweh
- 1992 Du gehst fort (con Bernhard Brink)
- 1993 Wahnsinn
- 1993 Komm ich mach das schon
- 1994 Schöner Mann
- 1994 Das gewisse Etwas
- 1995 African Blue
- 1995 Zwei Herzen ein Gedanke (con Gavin du Porter)
- 1996 Prima Ballerina
- 1996 Nina Bobo
- 1996 Genau wie du
- 1997 Ich vermisse dich
- 1997 Solange tanz ich allein
- 1997 Heute nacht bist du da
- 1998 Männer wie du-REMIX
- 1998 Tennessee Waltz
- 1999 Manchmal in der Nacht
- 1999 Lüg, wenn du kannst
- 2000 Ein Kuss von dir

## Outras canções
- 2000 Ich kann für nichts garantiern
- 2001 Farewell and Goodbye
- 2001 Jede Nacht mit dir ist Wahnsinn
- 2002 Es ist niemals zu spät (dueto com Bernhard Brink)
- 2002 Wenn du den Mond siehst
- 2003 Ich bin stark
- 2003 Music is my Life
- 2004 Ich komm wieder
- 2004 A domani Amore
- 2004 Ich hab den Himmel gesehn
- 2005 I do love you
- 2005 Bin wieder verliebt
- 2005 Heut verkauf ich meinen Mann
- 2006 Bitte geh
- 2006 Du bist heut nacht nicht allein - REMIX
- 2006 La bella bella Musica
- 2006 Du und ich

## Discografia
- 1989 Star Portrait
- 1991 Ireen Sheer
- 1993 Das gewisse Etwas
- 1995 Tanz mit mir
- 1996 Star Collection
- 1997 Ich vermisse dich
- 1998 Weil Du mein Leben bist
- 2000 Ein Kuss ...
- 2001 Zeitlos
- 2002 Es ist niemals zu spät
- 2003 Lieben heißt leben
- 2004 Land der Liebe
- 2005 Frauen ab 40 sind der Hit
- 2005 Bin wieder verliebt